# Julius Bassler
Julius Bassler (* 1929; † 2007) war ein deutscher Unterhaltungs- und Rundfunkpianist beim Süddeutschen Rundfunk.
Bassler hat Werke wie das 1. Klavierkonzert B-Moll von Theo Mackeben (1945), das Capriccio für Klavier und Orchester des niederländischen Pianisten und Komponisten Cor de Groot (1955) oder die Three Moods für Piano und Orchester des österreichischen Komponisten Charles Kálmán (um 1960) auf Tonträger veröffentlicht.